# Würzbach (Kleine Enz)
Der Würzbach ist ein  Bach im nordöstlichen Schwarzwald im baden-württembergischen Landkreis Calw, der nach einem über 8 km langen, ungefähr nordwestlichen Lauf am Südrand des Stadtteils Calmbach von Bad Wildbad von rechts in die untere Kleine Enz mündet.

## Name
Um das Jahr 1075 wurde der gleichnamige Ort Würzbach erstmals urkundlich erwähnt („Wirtzbach“). Das mittelhochdeutsche Wort wirz bedeutet „Pflanze, Bierwürze“.

## Geographie

### Verlauf
Der Würzbach entsteht gut anderthalb Kilometer südlich der Kirche des Oberreichenbacher Dorfes  Würzbach auf etwa 689 m ü. NN im Hornwald. Der Bach fließt zunächst nordnordöstlich und tritt nach knapp einem halben Kilometer in die Rodungsinsel um das Dorf ein. Nachdem er weniger als einen Kilometer weiter die Straße nach Rötenbach (Gemeinde Bad Teinach-Zavelstein) unterquert und die ersten Häuser des südlichen Dorfteils von Würzbach am linken Ufer passiert hat, wendet er sich für den größten Teil seines Laufes auf Nordwestlauf.
Nahe der Dorfmitte kreuzt ihn die von Oberreichenbach nach Agenbach (Gemeinde Neuweiler) führende K 4325. Nur wenig danach tritt der Bach am Rand des nördlichen Dorfteils in ein kleines Talwäldchen ein, wo ihn auf seiner linken Seite der nach Länge und Einzugsgebiet nur wenig kleinere Seltenbach speist. Nun trennt der Würzbach auf knapp dem nächsten halben Kilometer in seiner inzwischen steiler gewordenen, walderfüllten Mulde den Weiler Naislach links von dem nach ihm benannten Dorf rechts. Danach mündet am nördlichen Dorfrand der erste bedeutendere rechte Zufluss Vorderer Rotenbach, der einen Teil des Moors Bruckmüsse im Nordosten entwässert.
In seinem nun mehr und mehr eingetieften, an den Hängen und meist auch auf dem Talgrund bewaldeten Kerbtal passiert der Würzbach die Kunst- und dann die Untere Mühle. Nach der Kläranlage des Dorfes zieht er unter der ehemaligen Havelsburg am rechten oberen Hang vorbei. In der nächsten kleinen Lichtung zweigt nach rechts ein fast einen Kilometer langer Seitenkanal ab, der das von rechts oben kommende Föhrenbächle im Waldgebiet Weckenhart aufnimmt und am Zulauf aus der Felsenquelle Höllbrunnen am rechten Hangfuß wieder in den Würzbach zurückläuft. Noch zwei weitere Male zweigen im Würzbacher Tal alte Kanäle ebenfalls  nach rechts ab, dann öffnet sich der Wald zu einer dreieckigen kleinen Tallichtung mit einer Fischzuchtanlage aus zahlreichen Kleinteichen, in der nun auf etwa 448 m ü. NN der am rechten Hang von der Bundesstraße 296 aus Calw begleitete und mit 4,2 km Länge bedeutendste Zufluss Blindbach aus seinem Kerbtal von rechts und Ostsüdosten her zumündet.
Danach schließt sich der Talwald wieder zwischen den Bergwaldrücken Heimenhart links und Kälbling rechts. In der bald folgenden, sich ausweitenden Mündungslichtung liegen an seinem Lauf weitere Fischteiche. Zwischen den ersten Häusern im Süden des Bad Wildbader Stadtteils Calmbach erreicht der Würzbach den Rand des unteren Tals der Kleinen Enz, in die er schließlich nach Unterqueren der Bundesstraße 294 auf etwa 410 m ü. NN in inzwischen über 250 Meter tiefem Tal von rechts und Südosten einfließt.
Nach seinem 8,4 km langen Lauf mit einem mittleren Sohlgefälle von etwa 33 ‰ mündet der Würzbach etwa 279 Höhenmeter unter seinem Ursprung.

### Einzugsgebiet
Der Würzbach hat ein Einzugsgebiet von 21,6 km² Größe, das einem Rechteck einbeschrieben ist, welches sich in Nord-Süd-Richtung etwa 7,5 km weit erstreckt und senkrecht dazu etwa 4,5 km. Der mit etwa 746 m ü. NN höchste Punkt des Einzugsgebietes liegt etwa 2,5 km südwestlich von Würzbach im Fronwald. Von hier an zieht seine Grenze nordwärts bis zur Mündung, jenseits ihrer fließt das Wasser über nur kurze Bäche nach Westen zum oberen Lauf des Vorfluters Kleine Enz. Der an der Mündung anschließende nördliche und nordöstliche Grenzabschnitt zieht über den trennenden Rücken Kälbling bis zum Rand der Rodungsinsel um Igelsloch und scheidet vom Einzugsgebiet des etwas abwärts in Calmbach in die Kleine Enz mündenden Calmbächles. Die Konkurrenten hinter dem restlichen langen Grenzabschnitt im Osten und Süden bis zurück zum höchsten Punkt, der Kollbach, der Schweinbach, der Rötelbach und zuletzt die größere Teinach mit ihren linken Zuflüssen, entwässern alle ostwärts zur Nagold.
Am höchsten im Einzugsgebiet liegt dessen Südwestecke, hier erreicht das Terrain etwa 745 m ü. NHN. Das obere Einzugsgebiet rechnet naturräumlich zum Unterraum Schwarzwald-Randplatten, das untere ab dem Beginn der Unterlauftales nach den beiden Orten am Lauf zum Unterraum Grindenschwarzwald und Enzhöhen des Schwarzwaldes.
Offene Flur gibt es im Einzugsgebiet vor allem in der etwa 3 km² großen Rodungsinsel um Würzbach, die kleinen Untertal- und noch kleineren Mitteltal- und Hochebenen-Lichtungen bleiben dagegen zusammen deutlich unter 0,5 km². Am Gebiet hat die Gemeinde Oberreichenbach den dominierenden Anteil, daneben gehört das Mündungsdreieck im Umfang von etwa 2,5 km² zur Calmbacher Teilgemarkung der Stadt Bad Wildbad. Die einzigen Ortschaften sind das Dorf Würzbach und der ihm westlich des Würzbachs gegenüberliegende Weiler Naislach in der gemeinsamen Rodungsinsel sowie an der Mündung ein kleiner mündungsnaher Zwickel des Stadtteils Calmbach von Bad Wildbad.

### Zuflüsse und Seen
Hierarchische Liste der Zuflüsse und  Seen von der Quelle zur Mündung. Gewässerlänge, Seefläche und Einzugsgebiet und Höhe nach den entsprechenden Layern auf der Onlinekarte der LUBW. Andere Quellen für die Angaben sind vermerkt.
Ursprung des Würzbachs auf etwa 689 m ü. NN im Hornwald etwa 0,4 km südlich des Rands der Rodungsinsel um Würzbach. 
- (Zufluss), von rechts und Osten auf etwa 664 m ü. NN gegenüber dem südlichen Würzbach, 0,6 km und ca. 0,3 km².[LUBW 7] Entsteht auf etwa 683 m ü. NN an der Basis eines kleinen Waldvorsprungs der Langen Forchen.
- Seltenbach, von links und Südsüdwesten auf etwa 630 m ü. NN wenig nach Beginn der bewaldeten Talklinge zwischen Würzbach rechts und Naislach links, 1,7 km und 2,0 km². Entspringt auf etwa 698 m ü. NN am Rand einer Waldlichtung im Hornwald südwestlich von Würzbach.
Der Bach durchfließt den Aspengrund.
An der Mündung läuft auch das Wasser des dortigen Rinnenbrunnens zu.
- (Abfluss des Alterbrunnens), von links auf etwa 618 m ü. NN in einem winzigen Waldteich, unter 0,1 km.[LUBW 8] Entspringt auf unter 630 m ü. NN am Waldhang aus der Naislacher Talseite.
- Vorderer Rotenbach, von rechts und Ostnordosten auf etwa 614 m ü. NN durch den Nordrand von Würzbach, 1,4 km und 1,4 km². Entfließt auf etwa 664 m ü. NN einem Waldmoor-Torfstich zwischen Würzbach und Oberreichenbach, das heute Naturschutzgebiet ist.
Von hier an bis etwas unterhalb der Kunstmühle ist der Talgrund wieder offen.
- Hinterer Rotenbach, von rechts auf etwa 573 m ü. NN an der Kläranlage unterhalb der Kunstmühle auf wieder bewaldetem Talgrund, 1,0 km und ca. 0,7 km².[LUBW 7] Entsteht auf etwa 677 m ü. NN in einem Waldmoor nördlich des Waldsportplatzes im Norden von Würzbach.
- (Abzweigung eines Teilungsarms), nach rechts auf etwa 540 m ü. NN im Bereich einer kleinen Tallichtung.
  - Föhrenbächle, von rechts und Ostnordosten auf über 530 m ü. NN, 1,0 km und ca. 0,7 km².[LUBW 7] Entspringt auf etwa 687 m ü. NN dem Föhrbrunnen.
- (Rücklauf des Teilungsarms), von rechts auf etwa 510 m ü. NN, 0,8 km und 0,8 km².
- (Abfluss des Höllbrunnens), von rechts auf etwas unter 510 m ü. NN kurz nach dem vorigen, unter 0,1 km.[LUBW 8] Entspringt auf unter 530 m ü. NN am Waldhang Höllgrund.
- (Waldklingenbach), von links und Westen auf etwa 470 m ü. NN, ca. 0,4 km[LUBW 8] und ca. 0,3 km².[LUBW 7] Entsteht auf etwa 590 m ü. NN in seiner Klinge zwischen Dachsberg und Köpfle.
- Im waldlosen Mündungsdreieck des folgenden liegen dicht an dicht über zwei Dutzend kleine Fischteiche auf einer Gesamtfläche von unter 1,4 ha.[LUBW 4]
- Blindbach, von rechts und Ostsüdosten auf etwa 448 m ü. NN in einer weiten Mündungslichtung, 4,2 km und 6,1 km². Entsteht auf etwa 676 m ü. NN in einer Waldlichtung westlich von Siehdichfür im Moor Lachenmüsse.
  - (Zufluss), von links und Süden auf etwa 661 m ü. NN, 0,4 km und ca. 0,6 km².[LUBW 7] Entsteht auf etwa 669 m ü. NN im Rehgrund.
  - Blindbach (!), von rechts und Nordosten auf etwa 630 m ü. NN, 0,3 km und ca. 0,9 km².[LUBW 7] Entsteht auf etwa 661 m ü. NN unterhalb einer Waldlichtung im Schmalzmann. Darüber im Einzugsbereich liegen die Moore Wülzenschlägle, Grünmoos und Lache.
  - Kälblingsbach, von rechts und Nordosten auf etwa 523 m ü. NN am Unterlaufknick des Blindbachs nach Westen, 0,8 km und ca. 0,7 km².[LUBW 7] Entsteht auf etwa 665 m ü. NN im östlichen Kälbling.
- In der wiedereinsetzenden offenen Flur der untersten Laufs liegt etwa ein Dutzend Fischteiche am Lauf, von denen der größte noch unter 0,1 ha Fläche bleibt.

Mündung des Würzbachs von rechts und zuletzt Osten auf 410 m ü. NN gegenüber dem Freibad am Südende von Calmbach von rechts in die Kleine Enz. Der Würzbach ist 8,4 km lang und hat ein Einzugsgebiet von 21,6 km².

## Naturräume und Geologie
Naturräumlich gliedert sich das im nördlichen Schwarzwald liegende Gebiet in zwei Teile. Der Süden und ein breiter Streifen im Osten, insgesamt etwas weniger als die Hälfte der Fläche, gehören zu den Schwarzwald-Randplatten, einer wenig profilierten Hochebene mit flachen und nur kurzen Bachoberläufen. Der gesamte andere Teil liegt im Naturraum Grindenschwarzwald und Enzhöhen, darin liegen die längeren stark eingeschnittenen Talanteile des Würzbachs und seines großen Zuflusses Blindbach.
Der Würzbach schneidet sich in die drei großen Schichten des Buntsandsteins. Der Obere Buntsandstein steht auf der südlichen Hochebene an und erstreckt sich auf den drei auskeilenden Bergrücken zwischen oberer Kleiner Enz und Würzbach, zwischen Würzbach und Blindbach sowie zwischen Blindbach/Würzbach und Calmbächle weit mündungswärts. Schon vor Eintritt in die Siedlungsfluren von Würzbach und Naislach treten der Würzbach und sein nicht viel kleinerer linker oberer Zulauf Seltenbach in den Mittleren Buntsandstein ein, ähnlich früh der Blindbach. Diese Schicht zieht sich erst als breiter Streifen talwärts, dann weiter als doppeltes Band an den Hängen. Den Unteren Buntsandstein erreicht der Würzbach bald nach dem Zulauf des Hinteren Rotenbachs, in ihm – oder allenfalls im darunterliegenden Zechstein – mündet er in die Kleine Enz. An drei Stellen liegen Teile größere quartäre flachgründige Waldmoorinseln auf flachen Sätteln zu Nachbartälern dem Oberen Buntsandstein auf. Näheres zu den Mooren unter → Schutzgebiete und Biotope

## Schutzgebiete und Biotope
Das gesamte Einzugsgebiet gehört zum Naturpark Schwarzwald Mitte/Nord, der Anteil westlich des Würzbachslaufs unterhalb des gleichnamigen Dorfes ist Teil des Landschaftsschutzgebietes Großes und Kleines Enztal mit Seitentälern. Das Gebiet kennzeichnen etliche wenig tiefgründige Moore, in der Region Müssen genannt, teils erstrecken sie sich wegen ihrer typischen Sattellage über die wenig prominenten Wasserscheiden in benachbarte Einzugsgebiete. Die größten zusammenhängenden Müssenflächen sind
- die Hesel-, Brand- und Kohlmüsse im Bogen von Südwest bis West etwa 1 km von Naislach entfernt; sie haben auf der Karte und auf Luftbildern seltsamerweise keinen auffallenden Ablauf zum Würzbach hin;
- die Bruckmüsse ähnlich weit nordöstlich des Dorfes Würzbach entwässert über den Vorderen Rotenbach in den Würzbach, sie ist im Zentrum sogar ein allerdings durch ehemaligen Torfabbau stark gestörtes Hochmoor[LUBW 10];
- der Ursprung des größten Nebenflusses Blindbach schließlich liegt in der überwiegend von ihm entwässerten Lachenmüsse.

Die ersten beiden der drei Flächen sind Naturschutzgebiete, die Bruckmüsse ist mit wenig verschiedener Grenzziehung unter dem Namen Waldmoor-Torfstich auch ein Bannwald. Auch anderswo stehen kleinere Müssen zumindest unter Biotopschutz, an den Flurläufen von Seltenbach und Würzbach auch einige Nasswiesen und in der umgebenden Flur etliche Feldhecken.

### LUBW
Amtliche Online-Gewässerkarte mit passendem Ausschnitt und den hier benutzten Layern: Lauf und Einzugsgebiet des Würzbachs

Allgemeiner Einstieg ohne Voreinstellungen und Layer: Daten- und Kartendienst der Landesanstalt für Umwelt Baden-Württemberg (LUBW) (Hinweise)
1. 1 2 3 4  Höhe nach dem Höhenlinienbild auf dem Hintergrundlayer Topographische Karte.
2. 1 2  Länge nach dem Layer Gewässernetz (AWGN).
3. 1 2  Einzugsgebiet aufsummiert aus den Teileinzugsgebieten nach dem Layer Basiseinzugsgebiet (AWGN).
4. 1 2  Fläche abgemessen auf dem Hintergrundlayer Topographische Karte.
5. ↑  Seefläche nach dem Layer Stehende Gewässer.
6. ↑  Einzugsgebiet nach dem Layer Basiseinzugsgebiet (AWGN).
7. 1 2 3 4 5 6 7  Einzugsgebiet abgemessen auf dem Hintergrundlayer Topographische Karte.
8. 1 2 3  Länge abgemessen auf dem Hintergrundlayer Topographische Karte.
9. ↑  Nach dem Layer Naturraum.
10. ↑  Nach dem Layer Moorkataster.
11. ↑  Nach dem Layer Naturschutzgebiet.
12. ↑  Nach dem Layer Waldschutzgebiet.
13. ↑  Nach dem Layer Biotop.

### Andere Belege
1. ↑  Leopold von Zedlitz-Neukirchs Neues hydrographisches Lexikon für die Deutschen Staaten, Halle 1833, führt den Bach mit dem – weiblichen – Namen Wurzbach.
2. ↑  Albrecht Greule: Deutsches Gewässernamenbuch. Walter de Gruyter, Berlin / Boston 2014, ISBN 978-3-11-057891-1, S. 604, „¹Würzbach“ (Auszug in der Google-Buchsuche).
3. ↑  Friedrich Huttenlocher, Hansjörg Dongus: Geographische Landesaufnahme: Die naturräumlichen Einheiten auf Blatt 170 Stuttgart. Bundesanstalt für Landeskunde, Bad Godesberg 1949, überarbeitet 1967. → Online-Karte (PDF; 4,0 MB)
4. ↑  Geologie nach: Mapserver des Landesamtes für Geologie, Rohstoffe und Bergbau (LGRB) (Hinweise)
Diese Karte differenziert leider den Unteren Buntsandstein nicht vom Zechstein.